# 호시다촌
호시다촌(일본어: 星田村)은 일본 오사카부 기타카와치군에 있던 정이다. 현재 모리구치시 남서부에 해당한다.

## 역사
- 1889년 4월 1일 - 정촌제 시행에 의해 가타노군 호시다촌이 성립하였다.
- 1896년 4월 1일 - 군 통합에 의해 기타카와치군이 성립하였다.
- 1955년 4월 1일 - 가타노정과 합병해 새로운 가타노정이 성립하여, 동일 호시다촌은 폐지되었다.

## 교통

### 철도
- 일본국유철도
  - 가타마치선

### 도로
현재는 제2게이한 도로가 구촌 지역을 통과하지만, 당시에는 미개통 상태였다.

## 참고문헌
- 가도카와 일본 지명 대사전 27 大阪府